# Garibaldini della provincia di Brescia nei Mille
Nel maggio del 1860 furono 63 i bresciani arruolatisi volontariamente per partecipare alla campagna nell'Italia meridionale comandata da Giuseppe Garibaldi, la cosiddetta spedizione dei Mille, volta alla conquista del Regno delle Due Sicilie al fine dell'annessione di quest'ultimo al Regno d'Italia dei Savoia.

## L'arruolamento del contingente bresciano dei Mille
Quando Giuseppe Garibaldi ebbe la conferma della programmata spedizione in Sicilia, inviò prontamente a Brescia un suo uomo fidato, il calcinatese Giuseppe Guerzoni, con lo scopo di arruolare in gran segreto in città e in provincia un centinaio e non oltre di uomini disposti all'impresa. Il Guerzoni finanziato dal Comitato degli Emigrati Veneti, che era diretto dai patrioti Francesco Glisenti, Nicola Sedaboni e Antonio Legnazzi, con 3.000 lire, riuscì la sera del 3 maggio a partire in ferrovia da Brescia diretto a Genova con al seguito un centinaio di volontari bresciani tra i quali figuravano anche una decina di veneti.

### Il comitato di soccorso per la Sicilia
La notizia della partenza dei Mille da Quarto giunse in Brescia solamente l'8 maggio e subito il Circolo Nazionale democratico istituì un Comitato di Soccorso per la Sicilia che raccolse immediatamente 2.235 lire e lanciò un proclama alla cittadinanza affinché contribuisse per sostenere le spese del contingente dei Mille, l'arruolamento e l'addestramento dei rinforzi. Aderirono all'appello i Comuni, gli Enti pubblici e le Associazioni di cittadini.

### I volontari bresciani nelle spedizioni Medici, Cosenz e Sacchi
Il 30 maggio il Guerzoni era di nuovo a Brescia e ne ripartì il 5 giugno con 137 uomini, che salparono da Genova con Giacomo Medici diretti a Palermo. La spedizione di Enrico Cosenz partì invece ai primi di luglio in due scaglioni ed era formata da altrettanti volontari che salparono sempre dal porto di Genova. La quarta colonna forte di 200 uomini partì il 16 luglio al comando di Gaetano Sacchi.
I bresciani della seconda e della terza spedizione si distinsero nella presa di Milazzo.

### Le altre tre spedizioni
La quinta colonna di 200 uomini lasciò Brescia il 7 agosto e la sesta, sempre formata dallo stesso numero di volontari, il 1º settembre. Questi garibaldini riuscirono a partecipare all'ultima fase della campagna combattendo a Caiazzo e nella battaglia del Volturno. L'ultimo contingente di altri 140 volontari continuarono ad affluire al porto di Genova a piccoli scaglioni anche dopo la battaglia del Volturno, fino agli ultimi giorni di ottobre, ossia alla fine della guerra.

### Il contributo
Complessivamente il Comitato bresciano inviò a sostegno delle truppe garibaldine impegnate nell'Italia meridionale circa 1.200 uomini, dei quali circa 3 o 400 provenivano dal Veneto. Il contributo finanziario fu altrettanto rilevante, il Comitato raccolse 43.000 lire, delle quali 17.000 furono impiegate nell'addestramento, equipaggiamento, sussistenza e trasporto dei volontari combattenti e 26.000 lire furono invece versate al Comitato Centrale. Altre 49.000 lire furono versate dai comuni di Brescia, Desenzano, di Asola e di Orzinuovi al Comitato di Genova.  Rimanevano inoltre circa 90.000 lire raccolte, ma non versate, al fondo “un milione di fucili” promosso da Garibaldi. In totale Brescia diede come contributo finanziario alla spedizione in Sicilia quasi 165.000 lire.

## Nella 4ª compagnia
La maggior parte dei bresciani, come scrive Cesare Abba nel suo noto scritto "Da Quarto al Volturno", furono incorporati nella 4ª compagnia: "La quarta toccò a Giuseppe La Masa, siciliano di Trabia, antico all'esilio, già quarantenne. Era un singolarissimo uomo. Biondo quasi ancora come un giovinetto e di carnagione che doveva essere stata rosea, finissimo nei lineamenti del volto, più che un siciliano sembrava uno scandinavo. Certo aveva nelle vene sangue normanno. Poeta improvvisatore, giureconsulto, agitatore d'idee, s'era fatto mandar via presto dall'isola natia, e a Firenze nel '47 aveva stretto amicizia col fiore dei patriotti. Doveva aver sentito di sé grandi cose e grandissime averne agognate; e fino a un certo segno le aveva conseguite.

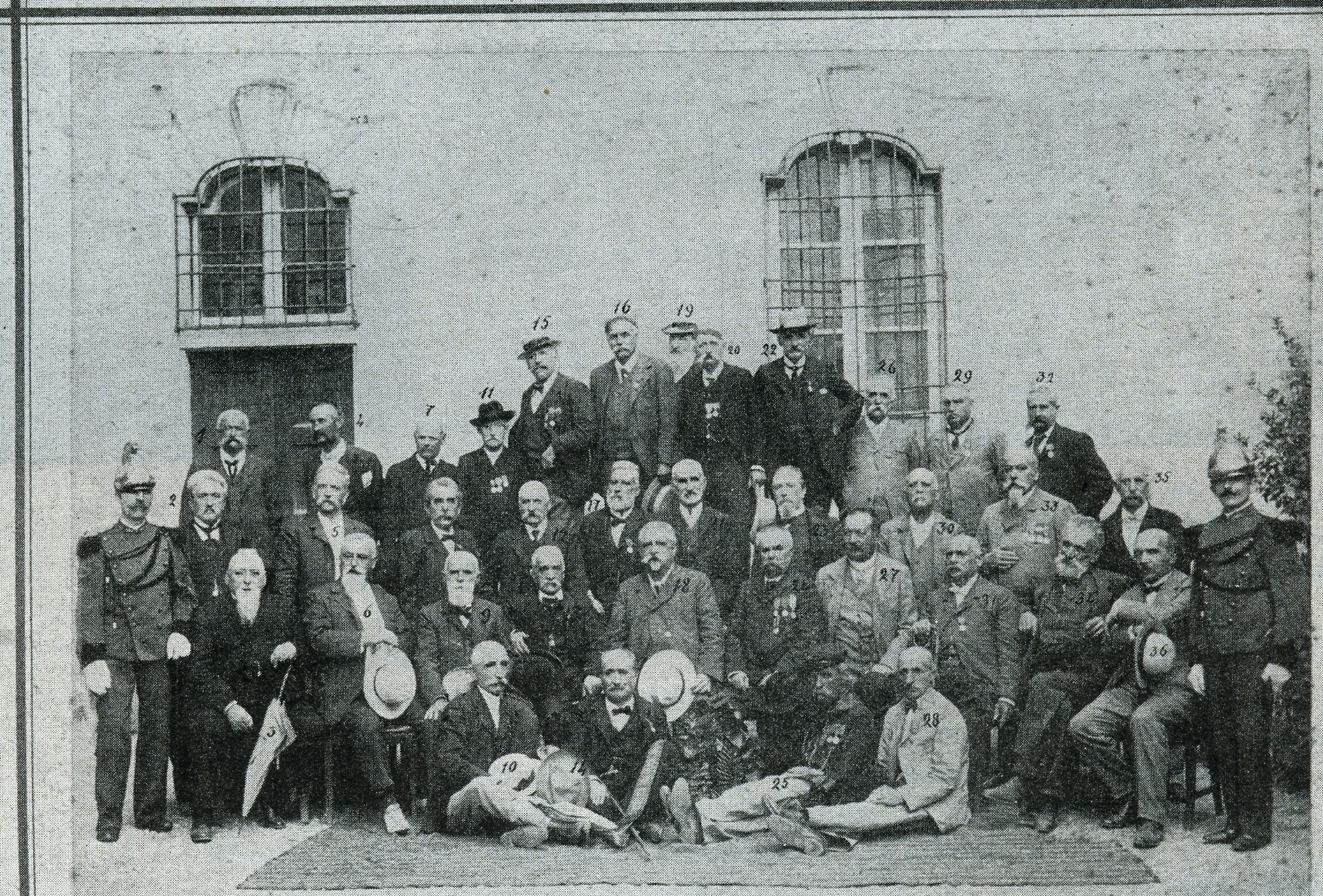
Pavia, 1904. I reduci dei Mille

Si diceva che nel gennaio del '48 avesse decretato lui la rivoluzione di Palermo, per il 12 di quel mese preciso, genetliaco del Re, firmando audacemente un proclama di sfida col proprio nome per un Comitato che non esisteva. Ma non era vero. Però la rivoluzione era scoppiata, ed egli nella guerra che n'era venuta tra Napoli e la sua Sicilia era stato Capo dello Stato maggiore dell'esercito. In un intermezzo di quella aveva condotto i Cento Crociati isolani alla guerra di Lombardia; poi, finita male ogni cosa nell'isola come altrove, si era rifugiato in Piemonte, aveva scritto libri di guerra, infaticabile. Pochi giorni avanti la spedizione dei Mille, quando Garibaldi esitava a fare la impresa, egli si era offerto di condurla, e l'avrebbe condotta con grande animo, se non forse con grande fortuna. Però non lo avevano voluto lasciar fare neppure i siciliani. Pareva ambizioso. Un po' di quell'avversione che poi lo tribolò, già gli si manifestava contro, e forse per questa non ebbe sotto di sé in quella sua compagnia ufficiali di nome.
Ma aveva nel quadro de' suoi sott'ufficiali dei giovani eminenti. Vi aveva Adolfo Azzi da Trecenta, di ventitré anni, che con Simone Schiaffino si era diviso l'onore di far da timoniere a Bixio; vi aveva l'avvocato Antonio Semenza, monzasco, che nell'animo aveva tutta l'opera di Mazzini, e Francesco Bonafini, di Mantova, che riassumeva in sé tutta la vigorosa gentilezza della sua regione. E nella compagnia s'erano concentrati quasi tutti i bresciani, forse perché del bresciano egli aveva preso qualche cosa. Nel '57 aveva sposata la duchessa Felicita Bevilacqua sua fidanzata fin da prima del '48, donna che lo aveva fatto signore del proprio destino, delle proprie ricchezze sterminate, quasi fatto re d'un piccolo regno. Ora egli abbandonava quegli splendori, per tornare all'amore della sua terra. Ed era un prezioso elemento, e doveva presto mostrarlo in Sicilia, dove raccolse le squadre paesane dei Picciotti, e le tenne ordinate per Garibaldi".
Di questi generosi volontari la maggior parte proveniva dalla città di Brescia, era alla sua prima esperienza militare, gli studenti primeggiavano sui negozianti, pochi provenivano da famiglie agiate mentre i più appartenevano a ceti medio-bassi. Al termine della spedizione si conteranno 7 garibaldini bresciani caduti o dispersi in combattimento e 13 volontari feriti gravemente.

## Elenco biografico dei garibaldini bresciani

### A
- Amistani Giovanni (Brescia, 7 aprile 1831-Verona, 5 gennaio 1907). Combatté sulle barricate durante le dieci giornate di Brescia. Nella seconda guerra di indipendenza del 1859 seguì il richiamo di Garibaldi e così fece altrettanto nel 1860 con la Spedizione dei Mille partecipando valorosamente alle battaglie di Marsala, Calatafimi, Palermo e del Volturno dove fu promosso al grado di ufficiale.
- Antonelli Stefano (Rodengo-Saiano, 20 agosto 1841-24 aprile 1867).  Di professione panettiere partecipò nel 1860 alla spedizione dei Mille combattendo valorosamente come soldato semplice nella 4ª compagnia a Calatafimi.
- Archetti Giovanni Maria (Iseo, 13 gennaio 1840-17 giugno 1912). Nato in una famiglia agiata, nel 1859, giovane studente in giurisprudenza all'università di Pavia, seguì Garibaldi arruolandosi nei Cacciatori delle Alpi. Nel 1860 prese parte alla spedizione dei Mille come sergente della brigata Eber, poi fu promosso per merito tenente. Arruolatosi volontario nell'esercito regio, con esso, nel 1866, prese parte alla terza guerra di indipendenza nel Corpo d'armata del generale Enrico Cialdini.

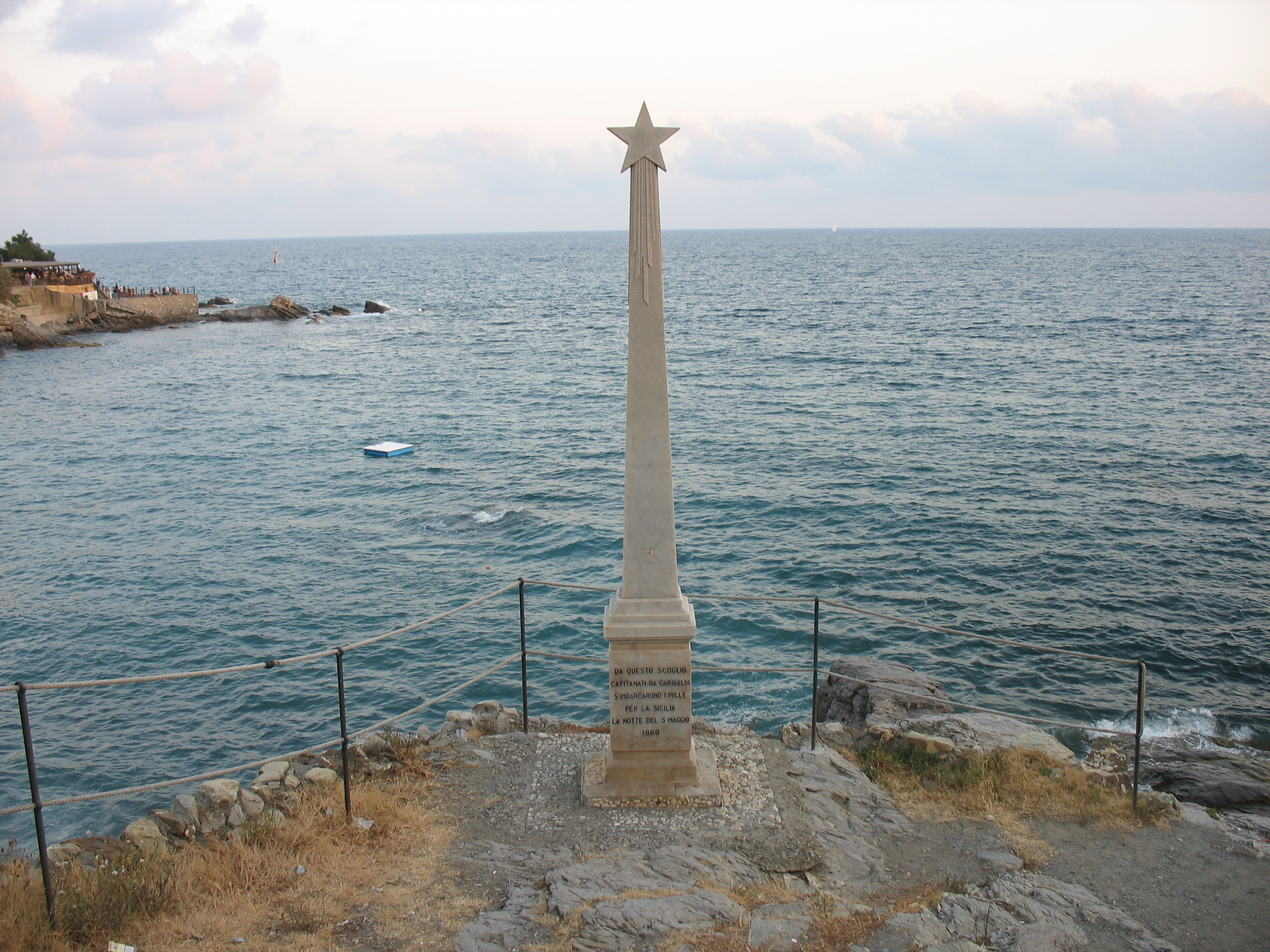
La stele che ricorda l'impresa dei Mille che prese le mosse dallo scoglio di Quarto-GE

### B
- Baiguera Crescenzio (Gardone Val Trompia, 6 settembre 1822-Calatafimi,  1º giugno 1860)[3]. Di professione operaio nel 1860 fece parte dei Mille incorporato nella 4ª compagnia. Morì in combattimento durante la battaglia di Calatafimi. Fu sepolto ad Alcamo.
- Baldassarri Angelo (Sale Marasino, 9 marzo 1832-Brescia, 5 aprile 1864). Di professione panettiere,  si arruolò volontariamente nel 59º reggimento durante la guerra del 1859 dell'esercito piemontese e si distinse a Magenta e a San Martino. Nella campagna dell'Italia meridionale del 1860 fu ferito gravemente a tal punto che fu congedato per infermità contratta durante il servizio. Morì a Brescia, quattro anni dopo, per i postumi delle ferite riportate.
- Baracchi Gerolamo (Brescia, 20 marzo 1831- Palermo, 27 maggio 1860). Caporale della 4ª compagnia dei Mille nel 1860, morì durante la presa di Palermo.
- Barbetti Fortunato Bernardo (Brescia, 24 gennaio 1827-18 aprile 1904). Reduce della prima guerra di indipendenza, nel 1860 fu con i Mille inquadrato nella 4ª compagnia.
- Barbieri Innocente (Brescia, 21 dicembre 1840-Gavardo, 9 maggio 1922). Di professione orefice, prese parte alla campagna del 1859 con i Cacciatori delle Alpi di Garibaldi. Nel 1860 fu con i Mille come soldato della 4ª compagnia distinguendosi nella battaglia di Villa Gualtieri. Fu promosso per merito al grado di sottotenente.
- Barboglio Giuseppe (Brescia, 3 settembre 1838-Camignone di Passirano, 20 settembre 1919). Prese parte alla seconda guerra di indipendenza del 1859 con il 9º battaglione bersaglieri. Laureando in legge presso l'università di Pavia, seguì Garibaldi nella spedizione dei Mille come soldato della 7ª compagnia. Fu ferito alla schiena nella battaglia di Calatafimi e promosso sottotenente per merito. Valoroso a Milazzo e nella battaglia del Volturno.  Frequentò Giuseppe Nathan e conobbe Giuseppe Mazzini nel 1867 a Lugano. È stato uno degli ultimi bresciani dei Mille a morire.
- Bassani Antonio Giuseppe (Chiari, 26 giugno 1838-15 marzo 1903). Di professione domestico si arruolò volontario tra i Mille. Combatté a Calatafimi e nella battaglia del Volturno come sergente della 18ª Divisione e fu decorato della medaglia d'argento al valor militare per la presa di Maddaloni.
- Bellandi Giuseppe (Brescia, 16 dicembre 1833-15 novembre 1910). Nel 1948 si arruolò come tamburino nel 1º reggimento bresciano della Guardia Mobile lombarda. Nella guerra del 1859 fu con i Cacciatori delle Alpi e nel 1860 seguì il richiamo di Garibaldi come soldato della 4ª compagnia. Fu promosso al grado sottotenente per il valore dimostrato dopo i combattimenti di Villa Gualtieri. Nella campagna garibaldina del 1866 in Trentino ricoprì il grado di tenente nell'8º reggimento del Corpo Volontari Italiani.
- Berardi Giovanni Maria (Brescia, 17 dicembre 1840-Bologna, 9 marzo 1879). Durante la spedizione dei Mille fu al seguito delle truppe come armaiolo.
- Bollani Francesco (Carzago ,ora Comune di Calvagese della Riviera, 28 aprile 1840-23 novembre 1882). Volontario dei Mille nella 7ª compagnia prima, nella 15ª Divisione poi. Fu decorato al valor militare. Figlio di Giovanni Battista  (nato il 3 luglio 1805 a Mocasina) e di Lucia Landi (erroneamente riportata come Lucia Sandi in alcune pubblicazioni).  Francesco nacque a Carzago in data 28 aprile 1840  e battezzato il giorno successivo dal curato Don Bortolo Tonni. La consultazione dei registri di nascita parrocchiali ha dato la possibilità di accertare l'esatta data di nascita, che è erroneamente riportata 20 settembre 1840 in tutti i documenti pubblicati.  La famiglia risiedeva da alcuni decenni a Mocasina (frazione di Calvagese) e infatti sui registri di nascita si ritrovano il padre, il nonno Pier Antonio e la nonna Domenica Campanelli, nonché alcuni zii, fratelli del padre.  Il matrimonio dei genitori non risulta nella parrocchia di Mocasina: verosimilmente venne celebrato  nella parrocchia di residenza della madre (all'incirca nel 1827/1828), che doveva essere prossima a quella di Mocasina.  Giovanni Battista e Lucia, agricoltori mezzadri e non possedendo terreni agricoli si trasferivano da una residenza all'altra sia all'interno del paese sia verso i paesi limitrofi.  Ebbero diversi figli: Maria Domenica in data 17 dicembre 1828, che morì due giorni dopo, una seconda figlia, con lo stesso nome in data 19 luglio 1830. La terza figlia, senza nome, non venne neppure battezzata in quanto nacque morta il 5 settembre 1832 e sepolta il giorno successivo. La quarta figlia, Catterina, nacque il 10 maggio 1834 ma morì dopo pochissimi mesi il 27 ottobre dello stesso anno. La quinta figlia, di nome ancora Catterina, venne alla luce il 17 giugno 1836 ma venne a mancare il 22 luglio successivo a causa dell'epidemia di colera (la prima epidemia che sconvolse l'Italia nel 1800. Il sesto figlio Pietro Antonio nacque il 17 luglio 1937. Dopo la nascita di Pietro Antonio la famiglia si trasferì a Carzago dove finalmente nacque Francesco il 28 aprile 1840. Era il settimo figlio. Sappiamo che il padrino di battesimo fu Francesco Taliani, fattore.  Francesco partì da Carzago a 20 anni, nel 1860 e fece parte della spedizione dei Mille, sbarcando quindi a Marsala. Combatté nella VII Compagni alla quale venne aggregato come volontario, per passare poi, come soldato regolare, alla XV Divisione Turr. Al termine delle operazioni belliche gli venne assegnata una pensione. (ricerca storica di Alessandro Averoldi)
- Bonardi Carlo (Iseo, 7 novembre 1837-Calatafimi, 15 maggio 1860).  Nella guerra del 1859 si arruolò volontario nei Cacciatori delle Alpi combattendo in Valtellina. Nel 1860 accorse all'impresa di Garibaldi nel meridione, ma cadde nella Battaglia di Calatafimi ed il suo corpo non venne mai più trovato.
- Boni Francesco Alessandro (Brescia, 3 dicembre 1841-29 luglio 1884). Di professione spedizioniere, nel 1860 corse tra i Mille come caporale furiere. Ferito gravemente durante la battaglia di Calatafimi fu posto in congedo.
- Bonsignori Eugenio (Montirone, 30 agosto 1826-Milano, 26 aprile 1871). Di professione mediatore, nel 1859 fu tra i Cacciatori delle Alpi, come furiere, e fu ferito nella Battaglia di Treponti del 15 giugno. Nella spedizione del 1860 fu incorporato nella 5ª compagnia come sottotenente, mentre nella guerra del 1866 in Trentino, vi partecipò come tenente nel 7º reggimento del Corpo Volontari Italiani.
- Bontempo Giuseppe Rinaldo (Orzinuovi, 10 agosto 1830-Palermo, 27 maggio 1860). Emigrato in Piemonte nel 1848 per motivi politici, nel 1860 fu tra i Mille come soldato della 2ª compagnia. Fu ferito gravemente nella battaglia di Calatafimi, ma morì in combattimento nella presa di Palermo.
- Botticella Giovanni Battista (Salò, 12 gennaio 1834-Palermo, maggio 1860). Volontario nella guerra del 1859 con i Cacciatori delle Alpi, nel 1860 si arruolò tra i Mille. Morì in combattimento durante la presa di Palermo.

### C
- Caccia Carlo (Verolavecchia, 13 ottobre 1838-post 1872). Studente, nella guerra del 1859 si arruolò nel 1º reggimento granatieri di Sardegna e fu decorato della medaglia d'argento al valor militare francese. Nel 1860 fu tra i Mille, dapprima come sergente poi fu promosso al grado di sottotenente. Cessata la campagna si arruolò nell'esercito regolare italiano e nel 1862 fu destinato al 44º reggimento cavalleria. Nella guerra del 1866 combatté con valore nella battaglia di Custoza e fu decorato di una menzione d'onore al Valor militare. Nel 1872 fu posto in pensione e si ritirò a Verolanuova.
- Calabresi Pietro (Corteno Golgi, 4 agosto 1837-6 febbraio 1918). Nella guerra del 1859 si arruolò fra i Cacciatori delle Alpi e nel 1860 seguì Garibaldi in Sicilia inquadrato nella 4ª compagnia.
- Calcinardi Giovanni (Brescia, 20 marzo 1833-27 maggio 1905). Di professione medico, nel 1860 fu tra i Mille. Il 23 luglio a Milazzo fu nominato commissario di guerra della brigata Milbitz e il 24 settembre, con decreto dittatoriale di Garibaldi, capitano di stato maggiore. Successivamente passò nell'esercito regolare italiano come capitano del 5º reggimento granatieri. Emigrò negli Stati Uniti svolgendo la sua attività di medico.
- Calzoni Secondo Giovanni (Bione, 17 giugno 1840-Livorno, 3 giugno 1919). Di professione orefice, nella guerra del 1859 si arruolò nei Cacciatori delle Alpi e combatté nella battaglia di Solferino e San Martino.  Nel 1860, come sergente furiere, fu dei Mille e ferito a Napoli fu promosso luogotenente.
- Capuzzi Giuseppe (Bedizzole, 27 novembre 1825-Brescia, 28 giugno 1891). Veterano della prima guerra di indipendenza, nel 1860 accorse al richiamo irresistibile di Garibaldi. Dopo la presa di Palermo fu promosso al grado di tenente e vice segretario del prodittatore Mordini. Dopo la battaglia del Volturno fu elogiato da Nino Bixio. Pubblicò nello stesso anno e a Palermo i suoi ricordi sulla campagna di Sicilia intitolate: “La spedizione di Garibaldi in Sicilia, memorie di un volontario”. Nel 1866 prese parte alla campagna garibaldina in Trentino come capitano e fu ferito alla testa in un duello alla sciabola con un suo superiore. Fu redattore a Brescia del quotidiano La Provincia di Brescia e de “L'avamposto”. Fu vice segretario del Comune di Brescia e segretario della Biblioteca comunale.
- Caravaggi Michele (Chiari, 29 settembre 1832-30 settembre 1865). Analfabeta, di professione panettiere, nel 1860 si arruolò nei Mille, 4ª compagnia. Per le ferite subite morì qualche anno dopo lasciando la sua famiglia nella completa indigenza.
- Conti Lino (Brescia, 23 settembre 1825-Milano, 2 marzo 1879). Commerciante, fu tra i Mille come soldato della 7ª compagnia, poi promosso per merito al grado di capitano. Fu decorato della medaglia d'argento al valor militare. Nel 1866 seguì Garibaldi nuovamente in Trentino, capitano del 4º reggimento del Corpo Volontari Italiani.
- Crescini Giovanni Battista (Ludriano di Roccafranca, 15 aprile 1838-Brescia, 12 febbraio 1881). Scrivano di professione, nel 1860 si arruolò tra i Mille. Decorato della menzione onorevole al Valor militare dopo il combattimento di Maddaloni. Promosso sottotenente, nel 1866, in Trentino, combatté con lo stesso grado nel 9º reggimento di Menotti Garibaldi del Corpo Volontari Italiani.

### D
- Della Torre Ernesto (Adro, 26 marzo 1844-Portici, 6 dicembre 1913).  Nella guerra del 1859 si arruolò fra i Cacciatori delle Alpi e successivamente nei Bersaglieri dell'Emilia. Volontario fra i Mille, combatté nella battaglia di Calatafimi e a Palermo, ove ferito fu promosso per merito al grado di sottotenente. Passò nell'esercito regolare italiano nel 1862 e prese parte alla lotta contro il brigantaggio. Nel 1866 seguì Garibaldi in Trentino e il 21 luglio nel corso della battaglia di Bezzecca fu ferito gravemente meritandosi una medaglia al valor militare. L'anno successivo, nel 1867, prese parte alla campagna dell'Agro Romano: ferito fu fatto prigioniero, condotto a Roma e condannato a morte. L'intervento di Napoleone III di Francia  produsse la sua liberazione. Stabilitosi a Napoli, fondò il settimanale “Il Vesuvio”, avviò una tipografia e si impegnò nell'organizzazione delle celebrazioni garibaldine.
- Desiderati Basilio Emilio (Mantova, 1840-Brescia, 1866). Trasferitosi in tenera età a Brescia si dedicò alla professione di panettiere. Prese parte alla spedizione dei Mille incorporato nella 4ª compagnia.
- Donegani Pietro (Brescia, 13 dicembre 1831-23 aprile 1900). Veterano della prima guerra di indipendenza, nel 1859, dopo aver disertato dall'esercito austriaco si arruolò tra i Cacciatori delle Alpi. Tra i Mille nel 1860 nella 4ª compagnia.

### F
- Facchetti Giovanni Battista (Brescia, 14 giugno 1841-Torino, 1909). Di professione calzolaio, fu tra i Mille della 4ª compagnia. Si trasferì a Torino impiegandosi come domestico.
- Feriti Giovanni Marsilio (Brescia, 5 novembre 1841-12 febbraio 1866). Tra i Mille come soldato della 4ª compagnia, il 7 agosto fu promosso caporale. Passato nell'esercito regolare italiano nel 1862, si congedò due anni dopo.
- Ferrari Paolo (Brescia, 20 luglio 1820-18 agosto 1901). Volontario con i Mille nella 4ª compagnia. Combatté a Santa Maria di Capua ove perse un braccio mentre nella battaglia del Volturno fu decorato della medaglia al Valor militare. Passato tra le file dell'esercito regolare italiano nel 1862, fu posto in congedo l'anno successivo con il grado di tenente.
- Ferrari Pietro (Brescia, 20 marzo 1836-27 settembre 1863). Dimessosi dall'esercito piemontese ove prestava servizio come ufficiale, seguì Garibaldi in Sicilia distinguendosi nella battaglia di Calatafimi ove fu ferito. In seguito subì una condanna per un reato criminale.
- Foresti Giovanni (Pralboino, 18 aprile 1840-?). Nato in una famiglia benestante fu tra i Mille aggregato come soldato semplice alla 7ª compagnia. Si distinse durante la campagna tanto da meritarsi la promozione a ufficiale. Nel 1862 seguì nuovamente Garibaldi nella famosa giornata dell'Aspromonte. Si impiegò come tecnico delle ferrovie a Milano.
- Fumagalli Guglielmo (Goito (Mantova), 3 gennaio 1841 - Brescia, 6 maggio 1908). Nato in una famiglia di commercianti patrioti quando Goito era ancora in provincia di Brescia, nono di dieci figli, nel 1859 fu volontario nei Cacciatori delle Alpi e nel 1860 si unì ai Mille partecipando alla spedizione diversiva via terra di Talamone. Durante la campagna fu promosso ufficiale per merito. Il fratello maggiore Gianfrancesco era morto l’8 aprile 1848 combattendo nei corpi franchi della nuova Repubblica di Venezia alla battaglia di Monte Sorio (Vicenza) contro gli austriaci. A Brescia avviò coi fratelli una ditta di commercio all’ingrosso di legname e carbone in via Sant’Eufemia. Sposato con Marietta Cremonesi, ebbe tre figli. Di questi, Augusto, notaio, fu consigliere e assessore comunale a Brescia dal 1907 al 1914.

### G
- Guazzoni Carlo (Brescia, 17 aprile 1841-11 febbraio 1905). Di professione rigattiere partecipò alla spedizione dei Mille.
- Guerzoni Giuseppe (Calcinato, 1833-Montichiari, 25 novembre 1886). Noto scrittore bresciano e confidente di Garibaldi. Laureato in legge, nel 1859 si arruolò volontario-furiere nei Cacciatori delle Alpi combattendo valorosamente a San Fermo. Arruolatore di volontari nel 1860 a Brescia, anch'egli seguì Garibaldi in Sicilia, ma sbarcò poi a Talamone  agli ordini di Zambianchi con il compito di far insorgere il Lazio e creare così una manovra diversiva. Partecipò alla campagna con il grado di capitano e alla battaglia del Volturno ove fu promosso per merito al grado di maggiore. Seguì nuovamente Garibaldi nella giornata d'Aspromonte e nel viaggio in Inghilterra. Fu eletto deputato al parlamento regio e nel 1866 non poté partecipare alla campagna in Trentino per una banale caduta da cavallo. Insegnò lettere italiane presso l'Università di Palermo e a Padova.
- Gussago Giuseppe (Brescia, 31 maggio 1842-17 ottobre 1913). Di professione macellaio fu tra i Mille come soldato della 5ª compagnia. Fu ferito durante la battaglia di Calatafimi e nel 1866 combatté nella Battaglia di Vezza d'Oglio nel 4º reggimento del Corpo Volontari Italiani comandato da Giovanni Cadolini.

### M
- Manenti Giovanni Battista (Chiari, 26 novembre 1840-Milano, 26 agosto 1892). Falegname di professione mollò tutto e seguì Garibaldi con i Mille nella 4ª compagnia come soldato semplice. Fu ferito a Reggio Calabria e amputato al piede.
- Marelli Giacomo (Bagnolo Mella, 19 giugno 1838-Brescia, 8 ottobre 1906). Tra i Mille come caporale della 4ª compagnia. Passò poi tra le file dell'esercito regolare italiano come carabiniere in servizio a Napoli tra il 1861 e il 1869. Congedato si occupò come tintore.
- Molinari Giosuè (Calvisano, 21 novembre 1836-Brescia, 24 agosto 1901). Di professione mediatore, fu dei Mille. Nel 1862 seguì nuovamente Garibaldi nella giornata dell'Aspromonte e nel 1870 nella campagna francese dei Vosgi.
- Moretti Cesare Virginio (Brescia, 11 agosto 1843-?). Corse con i Mille in Sicilia e portò a termine tutta la campagna. Promosso sergente e sottotenente dopo i combattimenti di Villa Gualtieri del 1º ottobre. Transitò tra le file dell'esercito regolare italiano e nella guerra del 1866 fu promosso tenente. Nel 1882 era ancora in servizio come capitano della Milizia Mobile, dimessosi volontariamente dall'esercito esercitò la professione di negoziante.
- Moro Marco Antonio (Brescia, 26 ottobre 1832-6 febbraio 1910). Volontario coi Mille nella 4ª compagnia, portò a termine tutta la campagna, poi si ritirò a Brescia impiegandosi come mediatore di sete.
- Mottinelli Bortolo (Brescia, 10 giugno 1833-Bornato di Cazzago San Martino, 12 marzo 1891).  Disertore dell'esercitò austriaco nella guerra del 1859, riparò nel Regno di Sardegna arruolandosi nell'esercito sabaudo. Aderì all'impresa dei Mille e congedato si adoperò come ramaio ambulante.

### P
- Pianeri Pietro (Lograto, 10 ottobre 1828-Palermo, maggio 1860). Con i Mille come soldato semplice nella 4ª compagnia. Morì nella battaglia per la presa di Palermo.
- Plona Giovanni Battista (Brescia, 2 maggio 1818-31 agosto 1863). Di professione macellaio, fu con i Mille come soldato della 4ª compagnia.
- Prignacchi Luigi (Fiesse, 26 maggio 1840-?). Nella guerra del 1859 si arruolò volontario nell'esercito sabaudo. Aderì ai Mille come soldato della 7ª compagnia e fu ferito alla testa durante la presa di Palermo. Disertore dell'esercito regolare italiano nel 1862,  riparò in Francia a Montpellier facendo poi perdere traccia di sé.

### R
- Richiedei Enrico (Salò, 4 settembre 1833-Palermo, 28 maggio 1860). Di professione possidente, nel 1859 si arruolò volontario nei Cacciatori delle Alpi combattendo nei pressi di Varese. Seguì Garibaldi coi Mille e per il valore dimostrato fu promosso al grado di capitano, ma morì in combattimento durante la presa di Palermo a causa di una cannonata.
- Rizzardi Luigi (Brescia, 22 aprile 1835-6 giugno 1892). Nel 1859 fu con i Cacciatori delle Alpi e nel 1860 con i Mille come caporale della 4ª compagnia.
- Ronzoni Filippo (Brescia, 13 ottobre 1836-24 dicembre 1864).  Coi Mille come soldato della 4ª compagnia, portò a termine tutta la campagna.

### S
- Sartori Giovanni (Corteno Golgi, 27 febbraio 1836-Genova, 7 febbraio 1917). Di professione contadino, nel 1860 fu tra i Mille.  Terminata la campagna si ritirò a Genova.
- Scaluggia Cesare (Cailina di Villa Cogozzo, 6 dicembre 1837-Concesio 6 maggio 1866).  Aderì all'impresa di Garibaldi in Sicilia, dapprima inquadrato nell'artiglieria di Vincenzo Giordano Orsini, poi nei Carabinieri Genovesi. Laureatosi in matematica, si suicidò affogandosi nel fiume Mella.
- Scarpari Michelangelo (Botticino Sera, 13 aprile 1813-Brescia, dicembre 1875).  Già sottotenente nel 7º reggimento fanteria dell'esercito regio, fece parte dei Mille inquadrato nella 4ª compagnia. Promosso sergente e poi sottotenente, transitò volontariamente nell'esercito regolare italiano come ufficiale del 36º reggimento fanteria. Congedato nel 1871 si ritirò a Brescia come gestore di una trattoria. Morì a Mompiano.
- Scarpai Vincenzo Gaetano (Brescia, 7 settembre 1817-7 settembre 1867). Di professione calzolaio, già prese parte nel 1849 alle dieci giornate di Brescia e nel 1860 fu dei Mille, come caporale della 4ª compagnia.

### T
- Taschini Giuseppe (Brescia, 12 maggio 1829-17 maggio 1865). Emigrato nel Regno di Sardegna, durante la guerra del 1859 si arruolò volontariamente nei Cacciatori delle Alpi e per valore fu promosso ufficiale. Nel 1860 fu con i Mille nella 5ª compagnia come capitano.
- Tavella Luigi (Brescia, 27 novembre 1843-Bagnolo Mella, 12 luglio 1893). Nel 1860 seguì giovanissimo Garibaldi nell'impresa siciliana e nel corso della campagna fu promosso per valore al grado di sottotenente. Nel 1862 fu di nuovo con il Generale nella giornata dell'Aspromonte e nel 1866, inquadrato nel 4º reggimento volontari di Giovanni Cadolini, combatté nella battaglia di Bezzecca ove fu catturato dagli austriaci.
- Terzi Giacomo (Capriolo, 7 luglio 1843-14 maggio 1864). Volontario tra i Mille giovanissimo a causa delle ferite e degli strapazzi subiti nel corso della campagna, morì pochi anni dopo.
- Tommasi Angelo (Siviano di Montisola, 29 settembre 1839-Bergamo, 6 settembre 1878). Nel 1860 partì entusiasta con i Mille come soldato semplice dell'8ª compagnia della brigata Eber della 15ª Divisione. Ferito nel corso della battaglia di Calatafimi e nella presa della città di Palermo, fu promosso per valore al grado di sottotenente. Partecipò alla campagna garibaldina del 1866 in Trentino, arruolandosi poi nell'esercito regolare regio. Congedato nel 1870 si ritirò a Bergamo.
- Tommasi Bortolo (Siviano di Montisola, 3 maggio 1830-Bergamo, 29 marzo 1902). Fratello di Angelo, nel 1860 partì in Sicilia con i Mille. Combatté con valore a Marsala,  nella battaglia di Calatafimi, a Palermo e per merito fu promosso al grado di sottotenente. Nella guerra del 1866 seguì nuovamente Garibaldi in Trentino, sempre come ufficiale del 3º reggimento volontari, distinguendosi per valore nel corso della battaglia di Monte Suello ove fu decorato della medaglia d'argento al valor militare. Si stabilì come il fratello a Bergamo.
- Tonni-Bazza Achille (Roè Volciano, 17 luglio 1837-Preseglie, 8 agosto 1863). Lasciò gli studi nel 1860 per partire con i Mille in Sicilia come soldato della 7ª compagnia. Nella battaglia di Calatafimi fu ferito, a Palermo fu decorato per il valore dimostrato, e portò a termine tutta la campagna combattendo anche nella battaglia del Volturno. Laureatosi, fu impiegato al sottoprefettura di Salò, ma a causa degli strapazzi della guerra, morì pochi anni d.

### V
- Valentini Pietro (Brescia, 14 luglio 1830-Lucca, 16 gennaio 1873). Fotografo di professione, aderì alla spedizione dei Mille come soldato della 4ª compagnia. Si trasferì in seguito a Lucca.
- Viola Lorenzo (Brescia, 4 febbraio 1836-9 settembre 1872). Fornaio di professione seguì Garibaldi nell'impresa siciliana come caporale della 4ª compagnia.

### Z
- Zasio Emilio (Pralboino, 25 marzo 1831-Vigevano, 23 dicembre 1869). Nato in una famiglia aristocratica, nel 1848, si arruolò nel Corpo degli Studenti Lombardi combattendo gli austriaci. Nel 1849, con la prosecuzione della guerra, riprese le armi incorporato nei Bersaglieri volontari. Poi nel 1859,  si arruolò nei Cacciatori delle Alpi . Nel 1860, come sottotenente, seguì Garibaldi in Sicilia, nel corpo delle guide a cavallo.  Passato nell'esercito regolare italiano nel reggimento Savoia cavalleria prima,  nel 6º reggimento granatieri poi, nel 1862 si congedò scrivendo le sue memorie sulla campagna dei Mille.
- Ziliani Francesco (Travagliato,  12 febbraio 1832-13 febbraio 1895). Di professione medico, nel 1859 si arruolò tra le file dei Cacciatori delle Alpi. Nel 1860 portò a termine tutta la campagna da Calatafimi alla battaglia del Volturno.